# Municipio de Jonathan Creek (Carolina del Norte)
El municipio de Jonathan Creek (en inglés: Jonathan Creek Township) es un municipio ubicado en el  condado de Haywood en el estado estadounidense de Carolina del Norte. En el año 2010 tenía una población de 3.118 habitantes.

## Geografía
El municipio de Jonathan Creek se encuentra ubicado en las coordenadas 35°35′3.19″N 83°2′14.65″O / 35.5842194, -83.0374028.